# Marienkirche (Gimte)

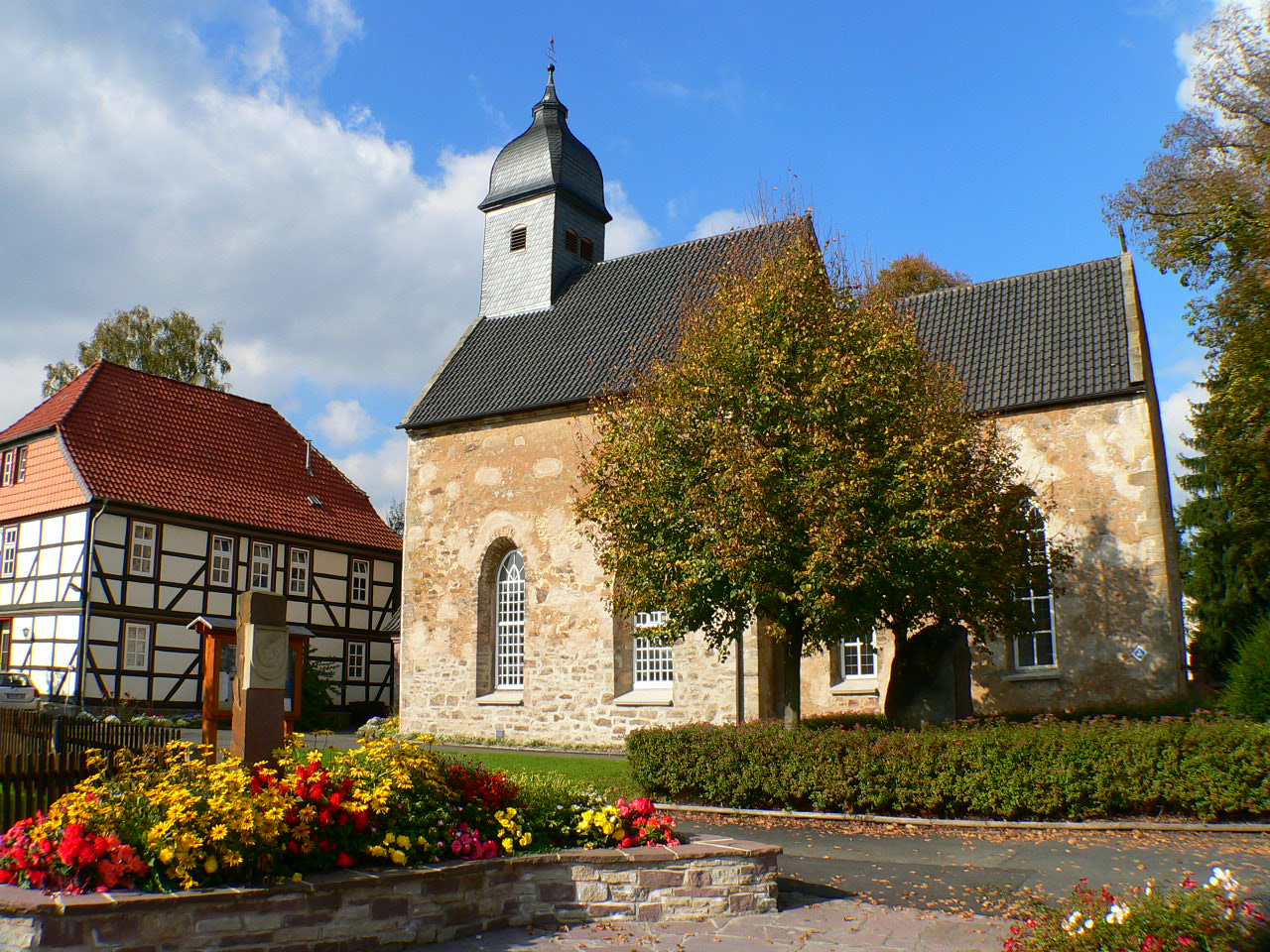
Außenansicht von Kirche und Pfarrhaus (2007)

Die evangelische Marienkirche ist ein ortsbildprägendes Kirchengebäude in Gimte, einem Stadtteil von Hann. Münden im Landkreis Göttingen (Niedersachsen). Die Kirche gehört zur Kirchengemeinde Gimte-Hilwartshausen im Kirchenkreis Göttingen-Münden des Sprengels Hildesheim-Göttingen der Evangelisch-lutherischen Landeskirche Hannovers.

## Geschichte
Die Ursprünge der Marienkirche in Gimte reichen möglicherweise bis ins Jahr 1006 zurück, wie alte Aktenaufzeichnungen vermuten lassen. Sollte dies zutreffen, wäre sie eine der ältesten Kirchen der Region. Ihr Bau steht in engem Zusammenhang mit dem ehemaligen Nonnenkloster Hilwartshausen auf der gegenüberliegenden Seite der Weser.

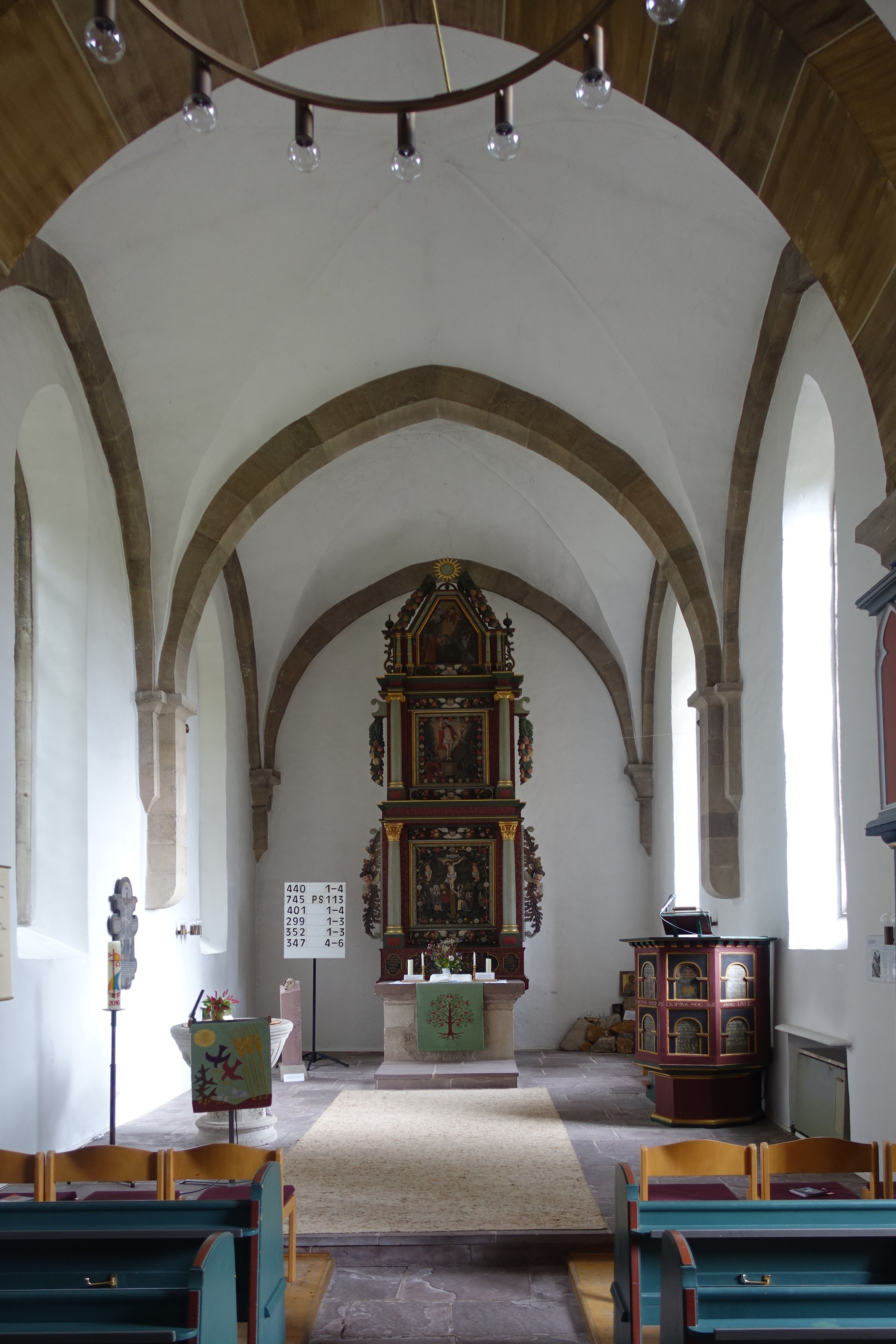
Altarraum (2016)

Urkundlich erstmals erwähnt wurde die Kirche jedoch erst 1315 als „capelle sancte Marie in Gymeth“. In diesem Jahr gewährte der Mainzer Erzbischof Peter von Aspelt allen einen Ablass, die die Kapelle besuchten und für Baukosten spendeten. 1335 ist auch ein Friedhof bei der Kapelle belegt. Die Kapelle war eine Filialkirche des Klosters Hilwartshausen und gehörte zum Archidiakonat Nörten.
Der älteste Teil der heutigen Kirche, der Chor, stammt vermutlich aus der Zeit um 1300. Die Altarplatte mit einer Inschrift, die einen Hermann von Neste erwähnt, weist auf das Jahr 1270 hin. Über eventuelle Umbaumaßnahmen von einer romanischen zu einer frühgotischen Kirche (erkennbar an Spitzbogenfenstern und Kreuzgratgewölbe) ist in den Kirchenakten nichts überliefert.
Eine bedeutende Erweiterung erfuhr die Kirche in den Jahren 1610–1612 unter der Hilwartshäuser Äbtissin Dorothea Stoffregen. Das heutige Kirchenschiff wurde an die bestehende kleine Kapelle angebaut. Gleichzeitig fand der sogenannte „Tausch von Hilwartshausen“ statt: Die erweiterte Marienkirche wurde der einheimischen Bevölkerung übergeben, während die bisher von den Ortschaften genutzte Peterskirche in Hilwartshausen fortan von den verbliebenen Nonnen genutzt wurde.
Mit der Einführung der Reformation im Fürstentum Calenberg-Göttingen 1542 wurde die Gemeinde evangelisch. Herzogin Elisabeth von Calenberg-Göttingen setzte in diesem Jahr den ersten evangelischen Geistlichen für das Kirchspiel Hilwartshausen ein.
Die Turmbekrönung der Kirche hat eine besondere Geschichte: Die Kugel trägt die Inschrift „Ex Templo St. Petri Hilwardeshausen 1674“ und stammt vermutlich von der kleineren Peterskirche in Hilwartshausen. Sie könnte im Zuge von Renovierungsarbeiten an der Peterskirche um 1687 nach Gimte gebracht worden sein. Der heutige Turm wurde 1774 errichtet, die Glocke stammt von 1776.
Im Laufe der Jahrhunderte erfuhr der Innenraum der Kirche mehrere Umgestaltungen. Bei einem Umbau im Jahr 1774 wurden unter anderem Emporen eingebaut, der Altar verändert und eine neue Kanzel eingebaut. Bei einer weiteren Renovierung in den Jahren 1838 und 1839 wurde das Maßwerk der Chorfenster entfernt, die Fenster vergrößert, eine neue Außentreppe eingebaut, eine Orgelempore gesetzt und die Kirche erhielt ein neues Gestühl sowie einen neugotischen Kanzelaltar. 1956 wurde die hölzerne Altar- und Kanzelwand wieder entfernt, um der Kirche ihre ursprüngliche Schlichtheit wiederzugeben. Außerdem erhielt die Kirche einen neuen Fußboden und die Außentreppe sowie die obere Empore wurde auch entfernt. Im Westen erhielt die Kirche eine Vorhalle. 1980 rekonstruierte man den barocken Altaraufsatz mit Bildern des einheimischen Malers Johann Daniel Sarrazin aus dem Jahr 1680.

## Architektur
Die Marienkirche ist ein zweijochiger Rechteckbau mit eingezogenem, niedrigerem Rechteckchor. Chor und Schiff haben Satteldächer, auf dem Ostgiebel befindet sich ein Giebelkreuz. Das Mauerwerk besteht aus Bruchstein.
An den Längsseiten von Schiff und Chor befinden sich jeweils zwei spitzbogige Fenster, nach Osten ein weiteres Spitzbogenfenster. An der Westseite wurde eine Vorhalle mit rundbogigem Eingang angebaut. Im Inneren hat die Kirche ein Kreuzgratgewölbe und eine u-förmige Empore.
Über dem Westgiebel erhebt sich ein vierseitiger verschieferter Dachreiter, der mit Kugel, Patriarchenkreuz und Wetterhahn bekrönt ist. Er hat je zwei kleine, flachbogige Schallfenster nach Osten und Westen sowie je eines nach Norden und Süden.

## Ausstattung

### Altar
Der Altar der Marienkirche in Gimte, entstanden um das Jahr 1680, ist eine bedeutende künstlerische und religiöse Arbeit, die eine ungewöhnliche Darstellung Jesu Christi zeigt. Über einem rustikalen Steintisch befindet sich eine Bildfolge, die zentrale Szenen aus dem Leben Jesu darstellt: das letzte Abendmahl, die Passion, die Auferstehung und die Himmelfahrt. Auffallend ist, dass Jesus auf diesen Darstellungen lächelt – eine Darstellung, die sich deutlich von der üblichen Ikonografie der Zeit unterscheidet, in der Jesus oft als leidender Schmerzensmann oder als erhabener Weltenherrscher gezeigt wurde.
Besonders auf der Kreuzigungsdarstellung bleibt das Lächeln Jesu präsent, obwohl das Leiden deutlich sichtbar ist. Blut fließt aus den Wunden des Gekreuzigten, jedoch begleitet sein Lächeln die Worte „Es ist vollbracht!“ (Joh. 19, 30). Diese Darstellung vermittelt Jesus als siegreichen Christus, der durch seinen Tod die Offenbarung seiner Botschaft und den Beginn neuen Lebens symbolisiert.
Der Altar ist reich mit Symbolen versehen. Die Bildfolge ist in eine Architektur aus rot gepunktetem „Bauernmarmor“ eingebettet, flankiert von klassisch griechischen Säulen und umrahmt von Blumen und Früchten, die für Erlösung und Liebe stehen. Die Kombination von Tulpen, Lilien und Rosen mit den Herbstfrüchten verweist auf die Themen Ernte und Neubeginn, die im Kontext der Auferstehung und des Lebens Jesu stehen.
Die Predella des Altars, die unterhalb des Hauptbildes angebracht ist, enthält eine Darstellung des letzten Abendmahls. Texte neben dieser Darstellung laden die Gläubigen ein, an der Tischgemeinschaft Jesu teilzunehmen. Diese Szenen sind durch biblische Zitate begleitet, die die spirituelle Bedeutung des Abendmahls und die Symbolik von Brot und Wein betonen.
Der Altar in der Marienkirche spiegelt die religiöse Haltung der Gemeinde nach dem Ende des Dreißigjährigen Krieges wider. 15 Jahre nach dem Zweiten Weltkrieg war der Altar in einem stark beschädigten Zustand und wurde in einem Kohlenlager auf dem Pfarrgrundstück aufbewahrt. In den 1980er Jahren wurde er restauriert und kehrte 1982 in die Kirche zurück.
Eine weitere Besonderheit des Altars ist die Betonung der menschlichen Nähe Jesu zu den Menschen seiner Umgebung. Die Darstellung der Kreuzigung zeigt nicht nur Jesus mit seiner Mutter Maria und dem Jünger Johannes, sondern auch die Zuwendung Maria Magdalenas, die symbolisch den Fuß Jesu hält. Diese Darstellung unterstreicht die Fürsorge und das Mitgefühl, das in den biblischen Erzählungen über das Leiden und Sterben Jesu Christi zum Ausdruck kommt.
In den oberen Bildfeldern des Altars wird die Himmelfahrt Jesu dargestellt. Christus steigt, von Engeln begleitet, in den Himmel auf, eine Szene, die den Triumph über den Tod symbolisiert und den Gläubigen Hoffnung auf ein neues Leben vermittelt.

### Kanzel

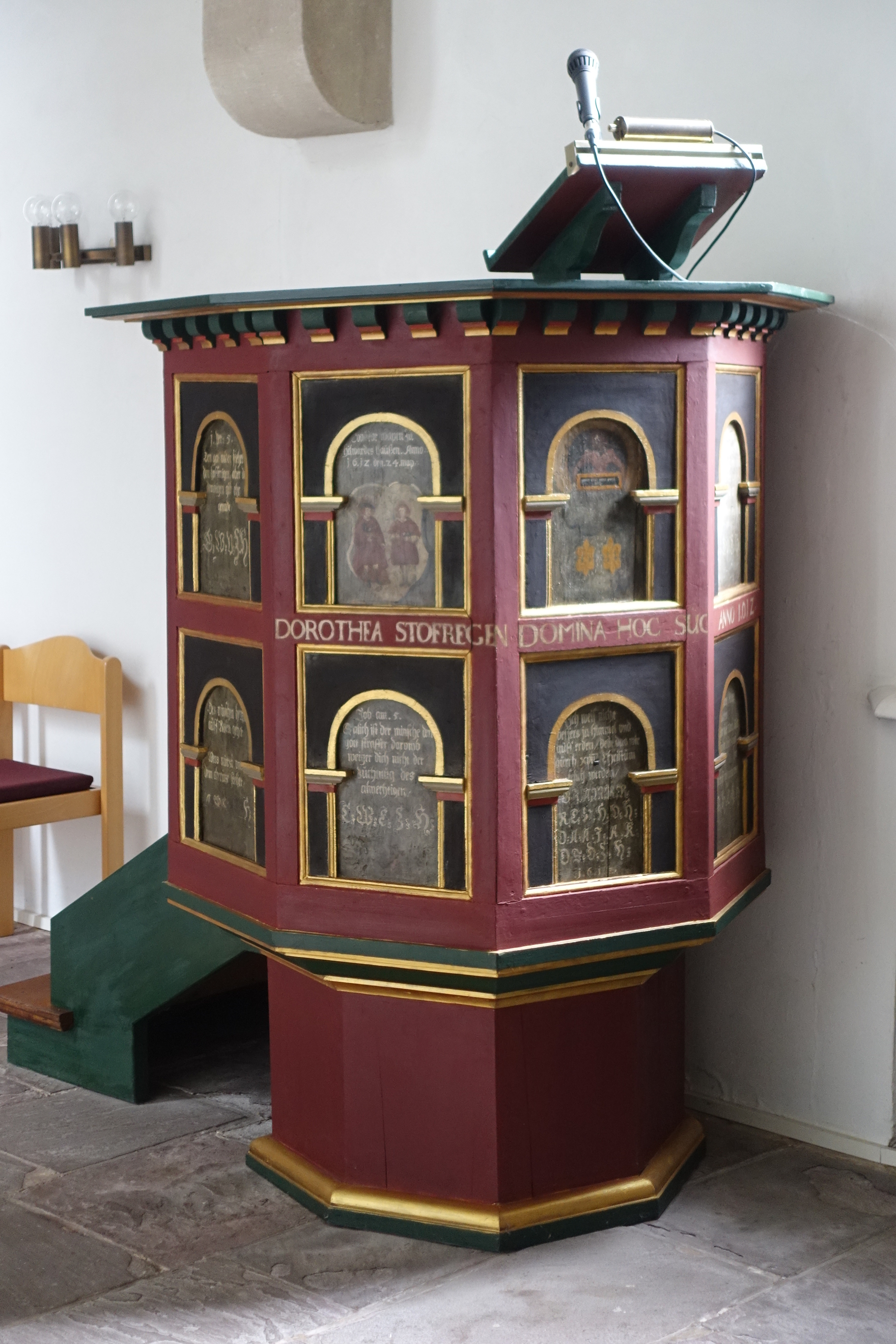
Kanzel (2016)

Die hölzerne Kanzel stammt aus 1961 und wurde aus den Resten einer Gedenktafel von 1612 gefertigt. An den vier Wandungen des Kanzelkorbs sind jeweils zwei Tafeln mit Gemälden bzw. Inschriften angebracht.

### Taufstein
Runde Sandsteintaufe von 1617 mit Engelsköpfen am Becken und Löwenköpfen am Schaft.

### Epitaph
Das Bild-Epitaph in der Marienkirche in Gimte stammt aus dem Jahr 1612 und wurde von Matthias Schieffen, einem ehrbaren Bürgermeister, gestiftet. Das Epitaph, das Schieffen seiner verstorbenen Ehefrau Cattrina Hollemens und ihren drei Söhnen widmete, zeigt links vom Kreuz den Stifter mit seinen Söhnen und rechts seine Frau in kniender Haltung. Die Inschrift, in gotischen Kleinbuchstaben verfasst, enthält Bibelzitate und reflektiert über das gerechte Leben und den frühen Tod. Es ist ein Zeugnis von Schieffens Frömmigkeit und seinem Wunsch, sich und seiner Familie ein bleibendes Denkmal zu setzen.
Das Epitaph ist eines der ältesten in der Kirche erhaltenen Stücke, jedoch fehlen detaillierte Aufzeichnungen über Schieffen und seine Nachfahren, da das älteste Gimter Kirchenbuch erst 1668 beginnt. Die Inschrift und das kunstvoll gestaltete Epitaph bieten dennoch einen wichtigen Einblick in die religiöse und gesellschaftliche Bedeutung solcher Denkmäler im frühen 17. Jahrhundert.

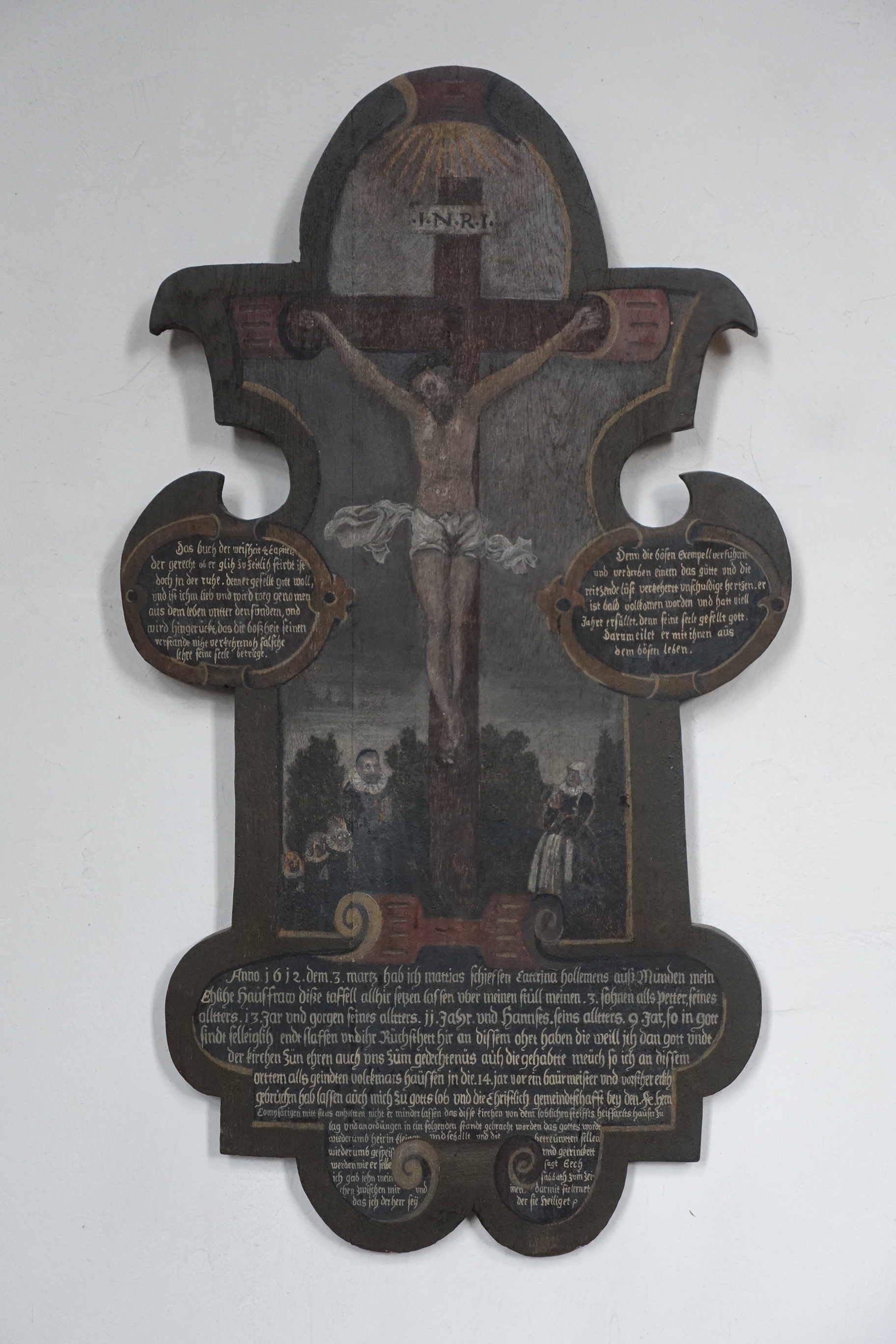
Epitaph (2016)

### Ostfenster
Figürliches Ostfenster von 1961 mit neun neutestamentlichen Szenen, geschaffen von Hans Matschinski aus Braunschweig. Das Kirchenfenster zeigt in einer zeitlichen Abfolge zentrale Mariengeschichten aus der Bibel. Die Darstellungen beginnen mit der Ankündigung der Geburt Jesu und führen über die Geburt, die Darstellung im Tempel und die Flucht nach Ägypten bis hin zu Jesus als 12-Jähriger im Tempel. Weitere Szenen zeigen die Hochzeit zu Kana, wo Maria eine entscheidende Rolle spielt, sowie ihre Gegenwart während der Passion – als sie sieht, wie Jesus das Kreuz auf sich nimmt und unter dem Kreuz steht. Das Fenster endet mit einer Darstellung des auferstandenen Christus, umgeben von Maria und seinen Jüngern.

## Orgel
Die erste Orgel erhielt die Kirche 1770 als Geschenk von Johann Friedrich Hagemann, einem in Volkmarshausen geborenen Besitzer der Graumühle in Minden. Der Orgelbauer war möglicherweise Stephan Heeren aus Gottsbüren. Einige Pfeifen dieses Instruments sind bis heute erhalten. 1845/1846 erfolgte ein Umbau, vermutlich durch Balthasar Conrad Euler aus Gottsbüren. Die erste bekannte Disposition stammt aus dem Jahr 1859 und umfasste 15 Register auf zwei Manualen und Pedal mit mechanischer Traktur und Schleifladen. Im Ersten Weltkrieg wurden die zinnernen Prospektpfeifen zu Kriegszwecken abgegeben. 1932 erfolgte eine Reparatur durch Conrad Friedrich Carl Euler aus Hofgeismar, bei der unter anderem neue Prospektpfeifen aus Zink eingebaut wurden.
1957/1958 führte die Firma Paul Ott aus Göttingen eine Instandsetzung und Änderung der Disposition durch. Das Instrument wurde zudem an seinen heutigen Standort versetzt. Weitere Arbeiten erfolgten 1975 durch Werner Bosch aus Niestetal. 1994/1995 restaurierte Werner Bosch das Instrument und stellte die Disposition von 1845/1846 wieder her. Die denkmalgeschützte Orgel verfügt heute über 15 Register auf zwei Manualen und Pedal mit mechanischer Traktur und Schleifladen.

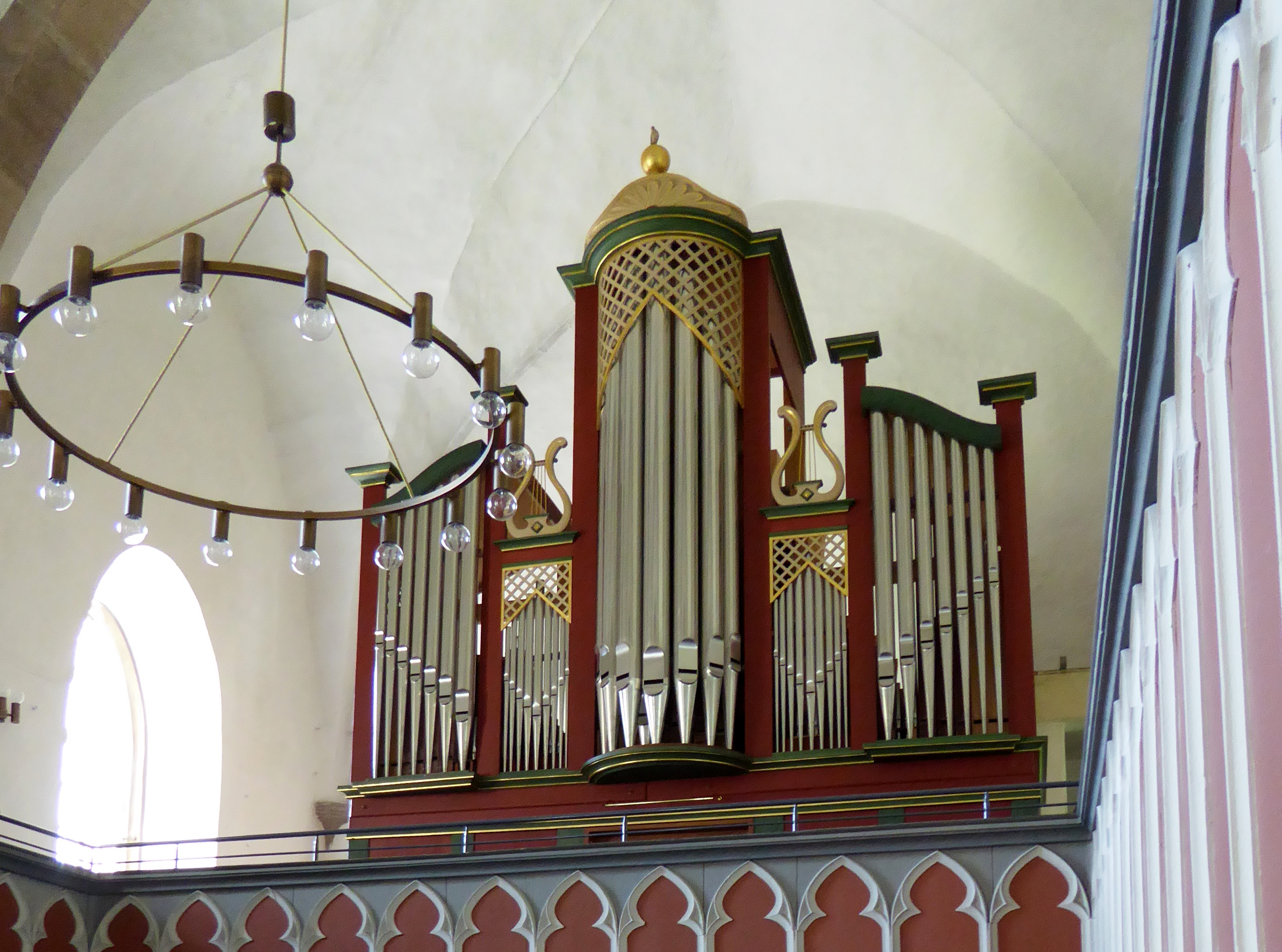
Euler-Orgel (2014)

| I Hauptwerk C–f3 |       |
| Bordun           | 16′   |
| Principal        | 08′   |
| Hohlflöte        | 08′   |
| Octave           | 04′   |
| Quinte           | 2 ⁄3′ |
| Octave           | 02′   |
| Mixtur III–IV    | 01′   |

| II Nebenwerk C–f3  |    |
| Gedackt            | 8′ |
| Gamba              | 8′ |
| Gedackflöte        | 4′ |
| Sesquialtera I–III | 2′ |
| Tremulant          |    |

| Pedal C–d1 |     |
| Subbaß     | 16′ |
| Octavbaß   | 08′ |
| Octave     | 04′ |
| Posaune    | 16′ |

- Koppeln: I/II, I/P

## Glocke
Im Turm hängt eine Bronzeglocke mit dem Schlagton dis'', die 1776 von Johann Justus Schreiber in Allendorf gegossen wurde. Die Inschrift nennt die Gemeinden Gimte, Volkmarshausen und Hilwartshausen sowie kirchliche und weltliche Amtsträger. Eine zweite, eiserne Schlagglocke mit dem Schlagton dis''' wurde 1945 stillgelegt und später beseitigt.

## Kirchengemeinde
Zur Kirchengemeinde Gimte-Hilwartshausen gehören die Ortschaften Gimte und Volkmarshausen. Sie ist Teil des Kirchenkreises Münden im Sprengel Hildesheim-Göttingen der Evangelisch-lutherischen Landeskirche Hannovers.
Die Kirchengemeinde betreut neben der Marienkirche auch den 1873 angelegten Friedhof südöstlich der Kirche. Das Pfarrhaus von 1772 und das Küsterhaus von ca. 1880 gehören ebenfalls zum kirchlichen Ensemble.
Mit rund 1.800 Gemeindegliedern (Stand 2021) ist Gimte-Hilwartshausen eine mittelgroße Kirchengemeinde im ländlichen Raum. Neben den regulären Gottesdiensten und der Gemeindearbeit pflegt sie die 1000-jährige Tradition der Marienkirche als geistliches und kulturelles Zentrum des Ortes.

## Offene Kirche
Die Marienkirche in Gimte ist eine verlässlich geöffnete Kirche von April bis Oktober und zudem Radwegekirche am Weserradweg. Sie lädt zum Verweilen ein, Texte sowie Sprüche liegen aus und es gibt Möglichkeiten für Radfahrer, Wasser aufzufüllen.